# Hugues de Berzé
Hugues III de Berzé (1150 – 1220) è stato un cavaliere e troviero originario di Mâconnais.
Ha partecipato alla quarta crociata nel 1201 e alla quinta crociata nel 1220. Fu signore di Berzé-le-Châtel. 
Hugues scrisse almeno cinque poesie liriche conservate nei vari canzonieri. L'ultima venne scritta per il trovatore Falquet de Romans, nella quale chiede al suo amico di partecipare alla crociata insieme a lui outra mar. Hugues spedisce la sua composizione tramite lo joglar Bernart d'Argentau, la quale fornisce un'importante fonte d'informazione riguardo ai due poeti. Secondo Hugues, né lui né Falquet erano ormai più giovani a quel tempo. Hugues era morto nell'agosto del 1220, fornendo così una data ante quem per la poesia. Hugues viene riferito come N'Ugo de Bersie nella razó occitana che accompagna la poesia contenuta nel canzoniere. 
Il suo più famoso lavoro in antico francese è La Bible au seigneur de Barzil, un componimento poetico di 1029 ottosillabi nel quale si auspica la riforma della Chiesa. Hugues era influenzato a Costantinopoli "dalla certezza della morte e dalla incertezza del suo tempo", quando le crociate erano di solito insuccessi e l'eresia catara imperversava nella Francia meridionale. Hugues si mostra critico per tutte le tre classi sociali (nobilità, clero e contadinanza). La Bible di Hugues appartiene alla stessa categoria della leggermente più vecchia Bible Guiot di Guiot de Provins. La Bible esemplifica "le credenze di un laico devoto con una considerevole larghezza di vedute riguardo all'esperienza terrena".